# Collada d'en Potis
La Collada d'en Potis és una collada situada a 1.462,9 metres d'altitud del terme comunal d'Oleta i Èvol, de la comarca del Conflent, a la Catalunya del Nord. És un coll de muntanya situat situat a la carena que arrenca del nord de l'extrem de ponent del poble d'Oleta i puja pel Serrat de Fonts. És just a llevant del poble d'Èvol, dalt del serrat.